# Henry Hitchings
Henry Hitchings (ur. 1974) – brytyjski literaturoznawca i publicysta.
Studiował literaturę angielską na Uniwersytecie Oksfordzkim. Doktorat uzyskał w University College London.
W 2005 roku wydał swoją pierwszą książkę – Dr Johnson's Dictionary, nagrodzoną przez Modern Language Association. Napisał także: The Secret Life of Words (2008), Who's Afraid of Jane Austen? How to Really Talk About Books You Haven't Read (2008). W 2011 roku wydał książkę The Language Wars.